# Samuel Price
Samuel Price, född 28 juli 1805 i Fauquier County, Virginia, död 25 februari 1884 i Lewisburg, West Virginia, var en amerikansk demokratisk politiker. Han representerade delstaten West Virginia i USA:s senat 1876-1877.
Price studerade juridik och inledde 1832 sin karriär som advokat i Virginia. Han var ledamot av Virginia House of Delegates, underhuset i delstatens lagstiftande församling, 1834-1836, 1847-1850 och 1852. Han var åklagare för Braxton County 1836-1850.
Price var viceguvernör i Virginia 1864-1865. Han var viceguvernör i den delen av Virginia som kontrollerades av Amerikas konfedererade stater, medan Leopold Copeland Parker Cowper var samtidigt viceguvernör i Virginia på nordstaternas sida. Cowper blev sedan 1865 viceguvernör i hela Virginia i och med sydstaternas nederlag.
Price valdes 1872 till delegat till West Virginias konstitutionskonvent. Konventet valde sedan honom till ordförande.
Senator Allen T. Caperton avled 1876 i ämbetet. Price blev utnämnd till Capertons efterträdare. Han ville fortsätta som senator men delstatens lagstiftande församling valde Frank Hereford som efterträdde Price i januari 1877.
Prices grav finns på Stuart Burying Ground nära Lewisburg.